# Lista de pontos mais altos por país

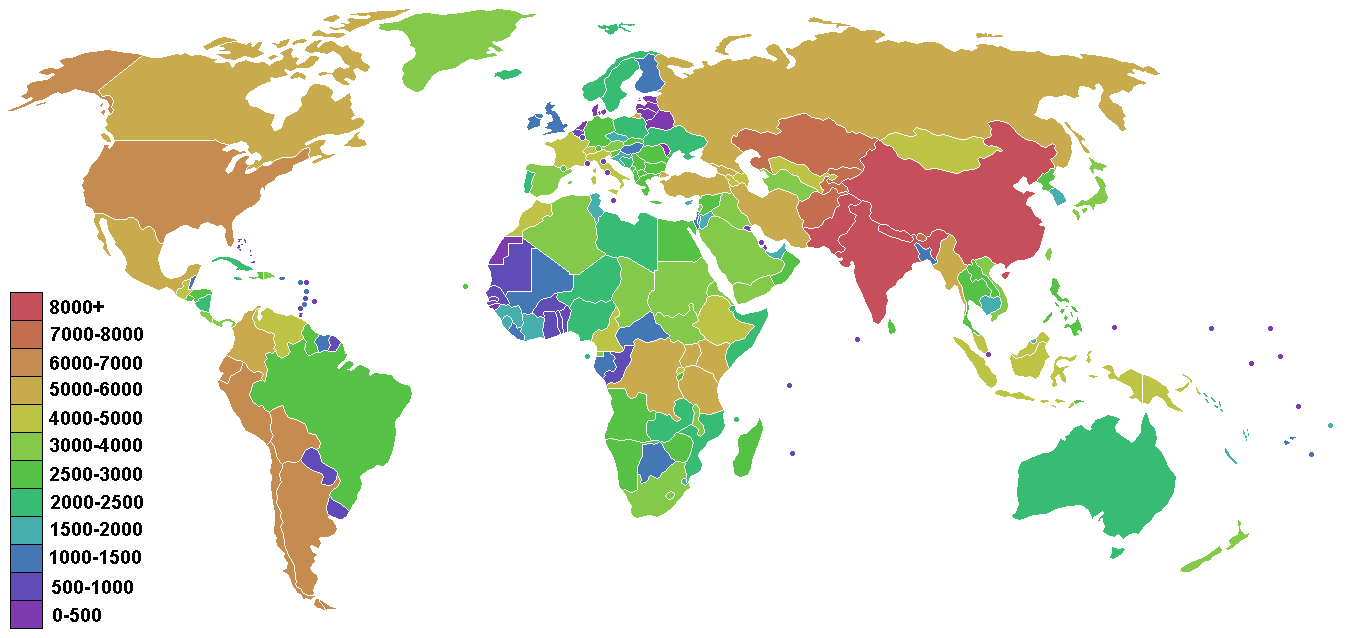
Mapa temático de países por ponto mais alto no seu território

Esta é uma lista de países ordenada pelo ponto mais alto. A lista indica qual a montanha mais alta de cada país. A lista inclui os estados soberanos e também, em itálico, as colónias e territórios autónomos ou não independentes que não são estados soberanos, e que habitualmente surgem individualizados nas listas de territórios.
Em alguns casos, o ponto mais alto de um país pode mesmo ser fora da metrópole ou território principal (casos da Dinamarca, Reino dos Países Baixos ou Austrália).
Para certas montanhas, a medição rigorosa da altitude é extremamente difícil. Modernas técnicas como o GPS diferencial ou o recurso a dados da missão SRTM permitem corrigir ou, pelo menos, estimar, alguns dos erros mais comuns na avaliação das altitudes ortométricas.
| País                                                 | Montanha                                | Altitude (m)             |
| ---------------------------------------------------- | --------------------------------------- | ------------------------ |
| Afeganistão                                          | Nowshak                                 | 7485 m                   |
| África do Sul                                        | Mafadi                                  | 3450 m                   |
| Albânia                                              | Korab                                   | 2753 m                   |
| Alemanha                                             | Zugspitze                               | 2963 m                   |
| Andorra                                              | Coma Pedrosa                            | 2946 m                   |
| Angola                                               | Morro de Moco                           | 2620 m                   |
| Antígua e Barbuda                                    | Monte Obama                             | 402 m                    |
| Países Baixos Caribenhos (Reino dos Países Baixos)   | Monte Scenery                           | 862 m                    |
| Argentina                                            | Aconcágua                               | 6962 m                   |
| Argélia                                              | Monte Tahat                             | 2918 m                   |
| Arménia                                              | Aragats                                 | 4090 m                   |
| Arábia Saudita                                       | não definido, possivelmente Jabal Sawda | c. 3000 m                |
| Austrália                                            | Pico Mawson (na ilha Heard)             | 2745 m                   |
| Áustria                                              | Großglockner                            | 3797 m                   |
| Azerbaijão                                           | Bazarduzu Dagi                          | 4485 m                   |
| Bangladexe                                           | Mowdok Mual                             | 1052 m                   |
| Bélgica                                              | Signal de Botrange                      | 694 m                    |
| Belize                                               | Doyle's Delight                         | 1124 m                   |
| Benim                                                | Monte Sokbaro                           | 658 m                    |
| Bermudas                                             | Town Hill                               | 76 m                     |
| Bielorrússia                                         | Dzyarzhynskaia Hara                     | 346 m                    |
| Bolívia                                              | Nevado Sajama                           | 6542 m                   |
| Bósnia e Herzegovina                                 | Maglić                                  | 2386 m                   |
| Botsuana                                             | Tsodilo Hills                           | 1489 m                   |
| Bouvet (Noruega)                                     | Pico Olav                               | 935 m                    |
| Brasil                                               | Pico da Neblina                         | 2994 m                   |
| Brunei                                               | Bukit Pagon                             | 1850 m                   |
| Bulgária                                             | Musala                                  | 2925 m                   |
| Burquina Fasso                                       | Tena Kourou                             | 749 m                    |
| Burundi                                              | ponto a sudeste de Heha                 | 2684 m                   |
| Butão                                                | Gangkhar Punzum                         | 7570 m                   |
| Cabo Verde                                           | Fogo                                    | 2829 m                   |
| Camarões                                             | Faso (Monte Camarões)                   | 4095 m                   |
| Camboja                                              | Phnum Aoral                             | 1810 m                   |
| Canadá                                               | Monte Logan                             | 5959 m                   |
| Cazaquistão                                          | Khan Tengri                             | 7010 m                   |
| Chade                                                | Emi Koussi                              | 3445 m                   |
| Chile                                                | Nevado Ojos del Salado                  | 6893 m                   |
| China                                                | Monte Everest                           | 8848 m                   |
| Chipre                                               | Monte Olimpo                            | 1951 m                   |
| Cisjordânia                                          | Tall Asur                               | 1022 m                   |
| Colômbia                                             | Pico Cristóbal Colón                    | 5775 m                   |
| Comores                                              | Karthala                                | 2360 m                   |
| Congo                                                | Monte Nabeba                            | 1020 m                   |
| Coreia do Norte                                      | Paektu-san                              | 2744 m                   |
| Coreia do Sul                                        | Halla-san                               | 1950 m                   |
| Costa Rica                                           | Cerro Chirripo                          | 3810 m                   |
| Costa do Marfim                                      | Monte Nimba                             | 1752 m                   |
| Croácia                                              | Dinara                                  | 1830 m                   |
| Cuba                                                 | Pico Turquino                           | 1974 m                   |
| Dinamarca                                            | Møllehøj                                | 170,86 m                 |
| Djibuti                                              | Moussa Ali                              | 2028 m                   |
| Dominica                                             | Morne Diablatins                        | 1447 m                   |
| Egito                                                | Monte Santa Catarina                    | 2629 m                   |
| El Salvador                                          | Cerro El Pital                          | 2730 m                   |
| Emirados Árabes Unidos                               | Jabal Yibir                             | 1527 m                   |
| Equador                                              | Chimborazo                              | 6267 m                   |
| Eritreia                                             | Soira                                   | 3018 m                   |
| Eslováquia                                           | Gerlachovsky Stit                       | 2655 m                   |
| Eslovénia                                            | Monte Triglav                           | 2864 m                   |
| Espanha                                              | Teide (Tenerife - Ilhas Canárias)       | 3718 m                   |
| Estados Federados da Micronésia                      | Dolohmwar (Totolom)                     | 791 m                    |
| Estados Unidos da América                            | Monte McKinley                          | 6194 m                   |
| Estónia                                              | Suur Munamagi                           | 318 m                    |
| Etiópia                                              | Ras Dashan                              | 4533 m                   |
| Fiji                                                 | Tomanivi                                | 1324 m                   |
| Filipinas                                            | Monte Apo                               | 2954 m                   |
| Finlândia                                            | Haltiatunturi                           | 1328 m                   |
| França                                               | Monte Branco                            | 4807 m                   |
| Gabão                                                | Mont Bengoué                            | 1032 m                   |
| Gana                                                 | Monte Afadjato                          | 880 m                    |
| Geórgia                                              | Chkhara                                 | 5158 m                   |
| Gibraltar (Reino Unido)                              | Rochedo de Gibraltar                    | 426 m                    |
| Groenlândia (Dinamarca)                              | Gunnbjørn                               | 3700 m                   |
| Granada                                              | Monte Santa Catarina                    | 840 m                    |
| Grécia                                               | Monte Olimpo                            | 2917 m                   |
| Guadalupe (França)                                   | La Grande Soufrière                     | 1484 m                   |
| Guam (E.U.A.)                                        | Monte Lamlam                            | 406 m                    |
| Guatemala                                            | Monte Tajumulco                         | 4220 m                   |
| Guiana                                               | Monte Roraima                           | 2810 m                   |
| Guiana Francesa (França)                             | Bellevue de l'Inini                     | 851 m                    |
| Guiné                                                | Monte Nimba                             | 1752 m                   |
| Guiné-Bissau                                         | ponto sem nome no nordeste do país      | 300 m                    |
| Guiné Equatorial                                     | Pico Basilé                             | 3008 m                   |
| Haiti                                                | Pico la Selle                           | 2680 m                   |
| Honduras                                             | Cerro Las Minas                         | 2870 m                   |
| Hong Kong                                            | Tai Mo Shan                             | 958 m                    |
| Hungria                                              | Kékes                                   | 1014 m                   |
| Iémen                                                | Jabal an Nabi Shu'ayb                   | 3666 m                   |
| Ilha Heard e Ilhas McDonald (Austrália)              | Pico Mawson                             | 2745 m                   |
| Ilha de Man (Reino Unido)                            | Snaefell                                | 621 m                    |
| Ilha Norfolque (Austrália)                           | Monte Bates                             | 319 m                    |
| Ilhas Cook (Nova Zelândia)                           | Te Manga                                | 652 m                    |
| Ilhas Malvinas (Reino Unido)                         | Monte Usborne                           | 705 m                    |
| Ilhas Faroe (Dinamarca)                              | Slættaratindur                          | 882 m                    |
| Ilhas Geórgia do Sul e Sandwich do Sul (Reino Unido) | Monte Paget                             | 2934 m                   |
| Ilhas Salomão                                        | Monte Popomanaseu                       | 2335 m                   |
| Ilhas Virgens Americanas (E.U.A.)                    | Monte Crown                             | 474 m                    |
| Ilhas Virgens Britânicas (Reino Unido)               | Monte Sage                              | 521 m                    |
| Índia                                                | Kanchenjunga                            | 8586 mver nota           |
| Indonésia                                            | Pirâmide Carstensz (Puncak Jaya)        | 4884 m                   |
| Irão                                                 | Monte Damavand                          | 5610 m                   |
| Iraque                                               | Cheekah Dar                             | 3611 m                   |
| Irlanda                                              | Carrauntoohill                          | 1041 m                   |
| Islândia                                             | Hvannadalshnúkur                        | 2110 m                   |
| Israel                                               | Har Meron ou Monte Hermonver nota       | 1208 m ou 2236 mver nota |
| Itália                                               | Monte Brancover nota                    | 4748 mver nota           |
| Jamaica                                              | Pico Blue Mountain                      | 2256 m                   |
| Jan Mayen (Noruega)                                  | Beerenberg                              | 2277 m                   |
| Japão                                                | Monte Fuji                              | 3776 m                   |
| Jordânia                                             | Jabal Ram                               | 1734 m                   |
| Laos                                                 | Phou Bia                                | 2817 m                   |
| Lesoto                                               | Thabana Ntlenyana                       | 3482 m                   |
| Letónia                                              | Gaiziņkalns                             | 312 m                    |
| Líbano                                               | Qurnat as Sawda'                        | 3088 m                   |
| Libéria                                              | Monte Wuteve                            | 1440 m                   |
| Líbia                                                | Bikku Bitti                             | 2267 m                   |
| Listenstaine                                         | Grauspitz                               | 2599 m                   |
| Lituânia                                             | Aukštojas Hill                          | 294 m                    |
| Luxemburgo                                           | Kneiff                                  | 560 m                    |
| Macedónia do Norte                                   | Golem Korab                             | 2764 m                   |
| Madagáscar                                           | Maromokotro                             | 2876 m                   |
| Malásia                                              | Gunung Kinabalu                         | 4100 m                   |
| Maláui                                               | Sapitwa (Monte Mulanje)                 | 3002 m                   |
| Mali                                                 | Hombori Tondo                           | 1155 m                   |
| Malta                                                | Dingli Cliffs                           | 253 m                    |
| Marrocos                                             | Jebel Toubkal                           | 4165 m                   |
| Martinica (França)                                   | Montagne Pelee                          | 1397 m                   |
| Mauritânia                                           | Kediet Ijill                            | 915 m                    |
| Maurícia                                             | Mont Piton                              | 828 m                    |
| Maiote (França)                                      | Benara                                  | 660 m                    |
| México                                               | Pico de Orizaba                         | 5636 m                   |
| Mianmar                                              | Hkakabo Razi                            | 5881 m                   |
| Moçambique                                           | Monte Binga                             | 2436 m                   |
| Moldávia                                             | Dealul Balanesti                        | 430 m                    |
| Mónaco                                               | Chemin des Révoires                     | 161 m                    |
| Mongólia                                             | Pico Khüiten (Tavan Bogd Uul)           | 4374 m                   |
| Montenegro                                           | Zla Kolata                              | 2534 m                   |
| Monserrate (Reino Unido)                             | Chances                                 | 914 m                    |
| Namíbia                                              | Monte Brandberg                         | 2606 m                   |
| Nepal                                                | Monte Everest                           | 8848 m                   |
| Nicarágua                                            | Mogotón                                 | 2438 m                   |
| Níger                                                | Monte Idoukal-n-Taghès                  | 2022 m                   |
| Nigéria                                              | Chappal Waddi                           | 2419 m                   |
| Noruega                                              | Galdhøpiggen                            | 2469 m                   |
| Nova Caledónia (França)                              | Monte Panié                             | 1628 m                   |
| Nova Zelândia                                        | Monte Cook                              | 3754 m                   |
| Omã                                                  | Jebel Akhdar                            | 2980 m                   |
| Países Baixos                                        | Vaalserberg                             | 322 m                    |
| Palau                                                | Monte Ngerchelechuus                    | 242 m                    |
| Panamá                                               | Barú                                    | 3475 m                   |
| Papua-Nova Guiné                                     | Monte Wilhelm                           | 4509 m                   |
| Paquistão                                            | K2                                      | 8611 m                   |
| Paraguai                                             | Cerro Peró                              | 842 m                    |
| Peru                                                 | Huascaran                               | 6768 m                   |
| Polinésia Francesa França)                           | Monte Orohena                           | 2241 m                   |
| Polónia                                              | Rysy                                    | 2499 m                   |
| Porto Rico (E.U.A.)                                  | Cerro de Punta                          | 1338 m                   |
| Portugal                                             | Montanha do Pico                        | 2351 m                   |
| Quénia                                               | Monte Quénia                            | 5199 m                   |
| Quirguistão                                          | Pico Jengish Chokusu                    | 7439 m                   |
| Reino Unido                                          | Ben Nevis                               | 1343 m                   |
| República Centro-Africana                            | Monte Ngaoui                            | 1420 m                   |
| Chéquia                                              | Sněžka                                  | 1602 m                   |
| República Democrática do Congo                       | Monte Stanley                           | 5110 m                   |
| República Dominicana                                 | Pico Duarte                             | 3098 m                   |
| Reunião (França)                                     | Piton des Neiges                        | 3069 m                   |
| Roménia                                              | Monte Moldoveanu                        | 2544 m                   |
| Ruanda                                               | Monte Karisimbi                         | 4519 m                   |
| Rússia                                               | Monte Elbrus                            | 5642 m                   |
| Saara Ocidental                                      | local sem nome atribuído                | 463 m                    |
| São Cristóvão e Neves                                | Monte Liamuiga                          | 1156 m                   |
| Samoa Ocidental                                      | Mauga Silisili                          | 1857 m                   |
| Santa Helena (território) (Reino Unido)              | Queen Mary's Peak                       | 2060 m                   |
| Santa Lúcia                                          | Monte Gimie                             | 950 m                    |
| São Marino                                           | Monte Titano                            | 755 m                    |
| São Tomé e Príncipe                                  | Pico de São Tomé                        | 2024 m                   |
| São Vicente e Granadinas                             | Soufrière                               | 1234 m                   |
| Serra Leoa                                           | Loma Mansa (Bintumani)                  | 1948 m                   |
| Sérvia                                               | Ðeravica                                | 2656 m                   |
| Seicheles                                            | Morne Seychellois                       | 905 m                    |
| Síria                                                | Monte Hermon                            | 2814 m                   |
| Somália                                              | Shimbiris                               | 2450 m                   |
| Seri Lanca                                           | Pidurutalagala                          | 2524 m                   |
| Essuatíni                                            | Emlembe                                 | 1862 m                   |
| Sudão                                                | Deriba                                  | 3042 m                   |
| Sudão do Sul                                         | Kinyeti                                 | 3187 m                   |
| Suécia                                               | Kebnekaise                              | 2111 m                   |
| Suíça                                                | Dufourspitze                            | 4634 m                   |
| Suriname                                             | Juliana Top                             | 1230 m                   |
| Esvalbarde (Noruega)                                 | Newtontoppen                            | 1717 m                   |
| Tajiquistão                                          | Pico Ismail Samani                      | 7495 m                   |
| Tailândia                                            | Doi Inthanon                            | 2576 m                   |
| Taiwan                                               | Yu Shan                                 | 3952 m                   |
| Tanzânia                                             | Kilimanjaro                             | 5891,8 m                 |
| Terras Austrais e Antárticas Francesas (França)      | Monte Ross                              | 1850 m                   |
| Timor-Leste                                          | Foho Tatamailau                         | 2963 m                   |
| Togo                                                 | Monte Agou                              | 986 m                    |
| Trindade e Tobago                                    | El Cerro del Aripo                      | 940 m                    |
| Tunísia                                              | Jebel ech Chambi                        | 1544 m                   |
| Turcomenistão                                        | Gora Ayribaba                           | 3139 m                   |
| Turquia                                              | Monte Ararate                           | 5137 m                   |
| Ucrânia                                              | Hora Hoverla                            | 2061 m                   |
| Uganda                                               | Margherita Peak (Mt. Stanley)           | 5110 m                   |
| Uruguai                                              | Cerro Catedral                          | 514 m                    |
| Uzbequistão                                          | Khazret Sultan                          | 4643 m                   |
| Vanuatu                                              | Tabwemasana                             | 1877 m                   |
| Vaticano                                             | Monte Vaticano                          | 75 m                     |
| Venezuela                                            | Pico Bolivar                            | 4981 m                   |
| Vietname                                             | Fan Si Pan                              | 3144 m                   |
| Wallis e Futuna (França)                             | Monte Singavi                           | 765 m                    |
| Zâmbia                                               | Mafinga Central                         | 2339 m                   |
| Zimbábue                                             | Inyangani                               | 2592 m                   |

- Notas:

1. O território de Caxemira a sul e a oeste do K2 é administrado pelo Paquistão. mas reclamado pela Índia.
2. A localização do cume do Monte Branco na fronteira entre França e Itália ou apenas em França é polémica.
3. Israel anexou e administra as Colinas de Golã, incluindo parte do Monte Hermon, território não reconhecido internacionalmente como integrante de Israel.